# Giorgos Donis
Giorgos Donis (Frankfurt, 22 de outubro de 1969) é um treinador e ex-futebolista profissional grego, que atuava como atacante.

## Carreira
Giorgos Donis se profissionalizou no PAS Giannina, em 1990.

## Treinador
Giorgos Donis Iniciou no Ilisiakos em 2002.

### Panathinaikos
Assumiu o comando da equipe para a temporada 2018-2019.